# 보니파시오 해협

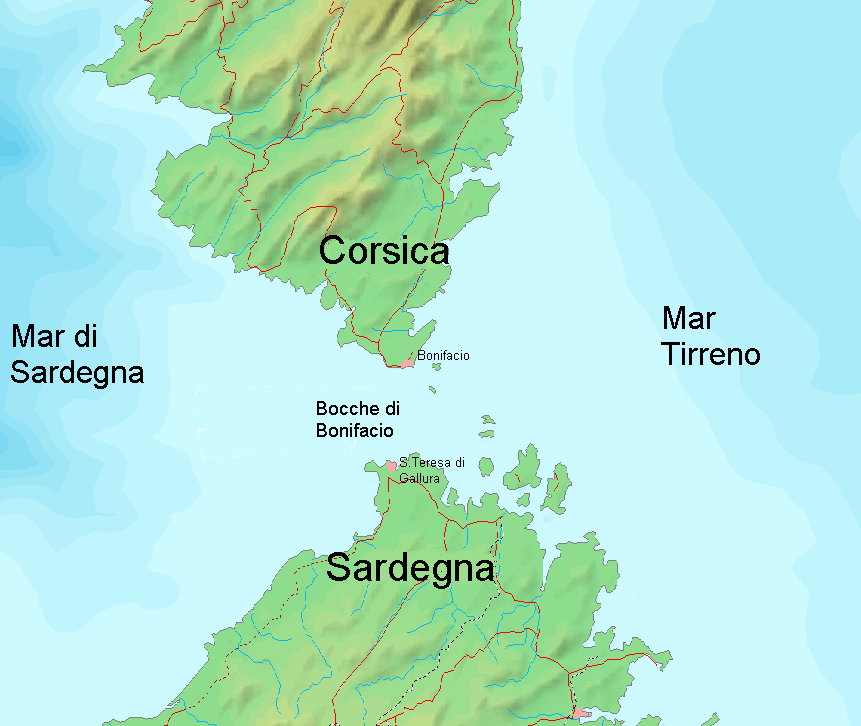
보니파시오 해협

보니파시오 해협(프랑스어: Bouches de Bonifacio, 이탈리아어: Bocche di Bonifacio)은 프랑스의 코르시카 섬과 이탈리아의 사르데냐 섬 사이의 해협이다. 너비는 약 11km로, 티레니아해를 서지중해로부터 분리한다.